# Сукель (село)
Сукель (укр. Сукіль) — село в Болеховской городской общине Калушского района Ивано-Франковской области Украины.
Население по переписи 2001 года составляло 524 человека. Почтовый индекс — 77222. Телефонный код — 03437.